# Saltwood
Saltwood es una parroquia civil y un pueblo del distrito de Folkestone and Hythe, en el condado de Kent (Inglaterra).

## Geografía
Según la Oficina Nacional de Estadística británica, Saltwood tiene una superficie de 9,35 km².

## Demografía
Según el censo de 2001, Saltwood tenía 852 habitantes (48% varones, 52% mujeres) y una densidad de población de 91,12 hab/km². El 17,96% eran menores de 16 años, el 70,54% tenían entre 16 y 74 y el 11,5% eran mayores de 74. La media de edad era de 44,04 años. Del total de habitantes con 16 o más años, el 23,32% estaban solteros, el 61,23% casados y el 15,45% divorciados o viudos.
El 93,54% de los habitantes eran originarios del Reino Unido. El resto de países europeos englobaban al 3,05% de la población, mientras que el 3,4% había nacido en cualquier otro lugar. Según su grupo étnico, el 98% eran blancos, el 0,82% mestizos, el 0,47% asiáticos, el 0,35% negros y el 0,35% chinos. El cristianismo era profesado por el 78,22%, el hinduismo por el 0,47%, el judaísmo por el 0,82%, el islam por el 0,35% y cualquier otra religión, salvo el budismo y el sijismo, por el 0,35%. El 9,6% no eran religiosos y el 10,19% no marcaron ninguna opción en el censo.
376 habitantes eran económicamente activos, 359 de ellos (95,48%) empleados y 17 (4,52%) desempleados. Había 352 hogares con residentes, 19 vacíos y 3 eran alojamientos vacacionales o segundas residencias.